# 王一鸣 (1906年)
王一鸣（1906年—1990年4月27日），别号菊九，湖北黄陂人，中华人民共和国政治人物。

## 生平
曾任中国民主建国会中央委员。1927年毕业于北京铁路管理专科。1933年起，在汉口开设赓裕钱庄，任监理，后转向工业，在汉口集资胜新丰记面粉厂。1938年停产后到四川重庆。1941年在重庆创办同益机器厂。1945年回到汉口，1946年恢复胜新面粉厂，任董事长，并任湖北省工业协会理事。
1949年，出席中国人民政治协商会议第一届全体会议。中华人民共和国成立后，任公私合营第一纱厂董事长。1951年，当选为中国民主建国会武汉市委员会副主任委员。1952年11月，当选为武汉市工商业联合会副主任委员。1955年3月，当选政协武汉市第一届委员会副主席。1956年12月，任武汉市人民政府副市长。1957年4月，当选为武汉市工商业联合会主任委员。同年被错划为右派。1983年4月任政协武汉市第六届委员会常务委员。1990年4月27日去世。